# Салоникская резня

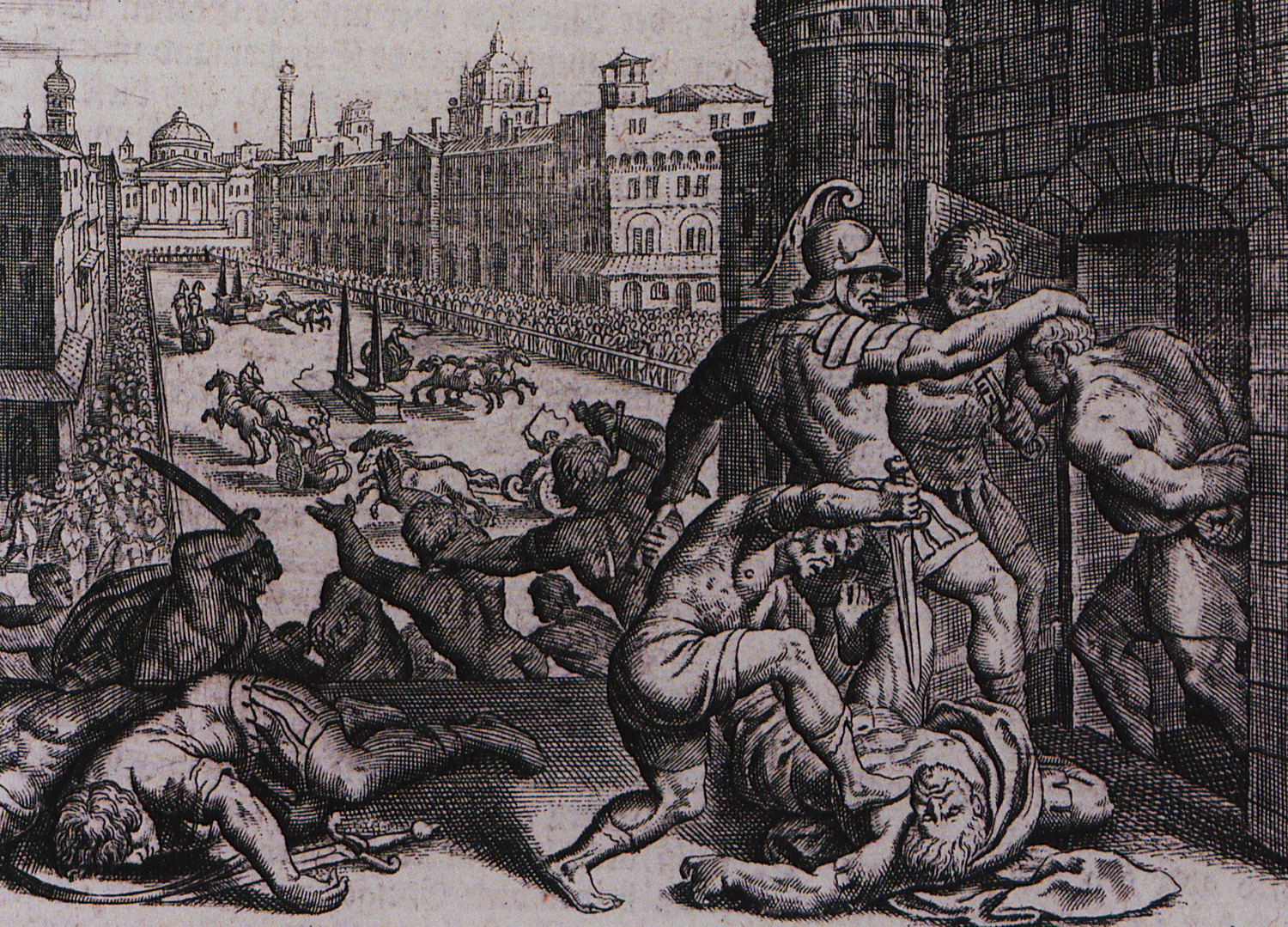
Резня 390 года на ипподроме в Салониках, гравюра на дереве XVI века

Салоникская резня — массовое убийство местных мирных жителей в Салониках римскими войсками. Большинство источников склоняются к тому, что резня произошла в 390 году. Наиболее вероятной причиной было убийство римского чиновника во время городского бунта, который, вероятно, был вызван арестом местного возничего за сексуальное насилие. Народ потребовал его освободить, однако власти отказались исполнять требование. Когда большое количество граждан собралось на местном ипподроме, имперские войска, которые, возможно, вышли из-под контроля, убили по меньшей мере 7000 человек.
Современные историки с трудом разбираются в деталях резни и её последствий, поскольку нет никаких свидетельств об этом событии, относящихся к тому времени. Наиболее ранние труды церковных историков, содержащие самые записи о произошедшем, датируются V веком. Многие факты противоречат друг другу, а некоторые из них имеют сомнительную надёжность. Языческие историки поздней античности вообще не писали о резне. Большинство дошедших до нас записей изображают события, сосредоточив внимание на моральной перспективе, а не на исторических и политических деталях. Из-за этого трудно отличить факты от легенды. Продолжаются споры о том, когда это произошло, кто был ответственен за это, какова была мотивация и какое влияние это оказало на последующие события.
Большинство учёных сходятся во мнении, что император Феодосий Великий сыграл какую-то роль в приказе или разрешении резни, хотя другие утверждают, что солдаты вышли из-под контроля. Исторически сложилось так, что Феодосий взял ответственность на себя, и именно тогда в дело вмешался Амвросий Медиоланский, епископ Миланский. Амвросий отсутствовал при дворе, когда происходили эти события, и хотя он и был одним из многих советников Феодосия, он не входил в консисторию (ближайший консультативный совет Феодосия). Амвросий получил большую часть своей информации о Феодосии через информатора, и после того, как узнал о событиях, написал Феодосию письмо, в котором говорилось, что императору необходимо раскаяться за резню, добавив далее, что императору Феодосию будет запрещено принимать Евхаристию, пока он этого не сделает. И, похоже, Феодосий решил прислушаться к Амвросию.

## Предыстория
Феодосий I, также известный как Феодосий Великий, стал императором в 379 году. Предыдущий император Валент погиб вместе с большей частью восточной армии в битве при Адрианополе, оставив империю уязвимой для варваров. Феодосию было 32 года, когда он вступил на престол с многолетним опытом военного руководства за плечами, но обстоятельства в империи складывались не в его пользу. Римское общество становилось менее городским и более сельским, средний класс испытывал всё большее напряжение, а положение бедняков было ужасным. Имела место угроза немецкого вторжения на римскую территорию:12.

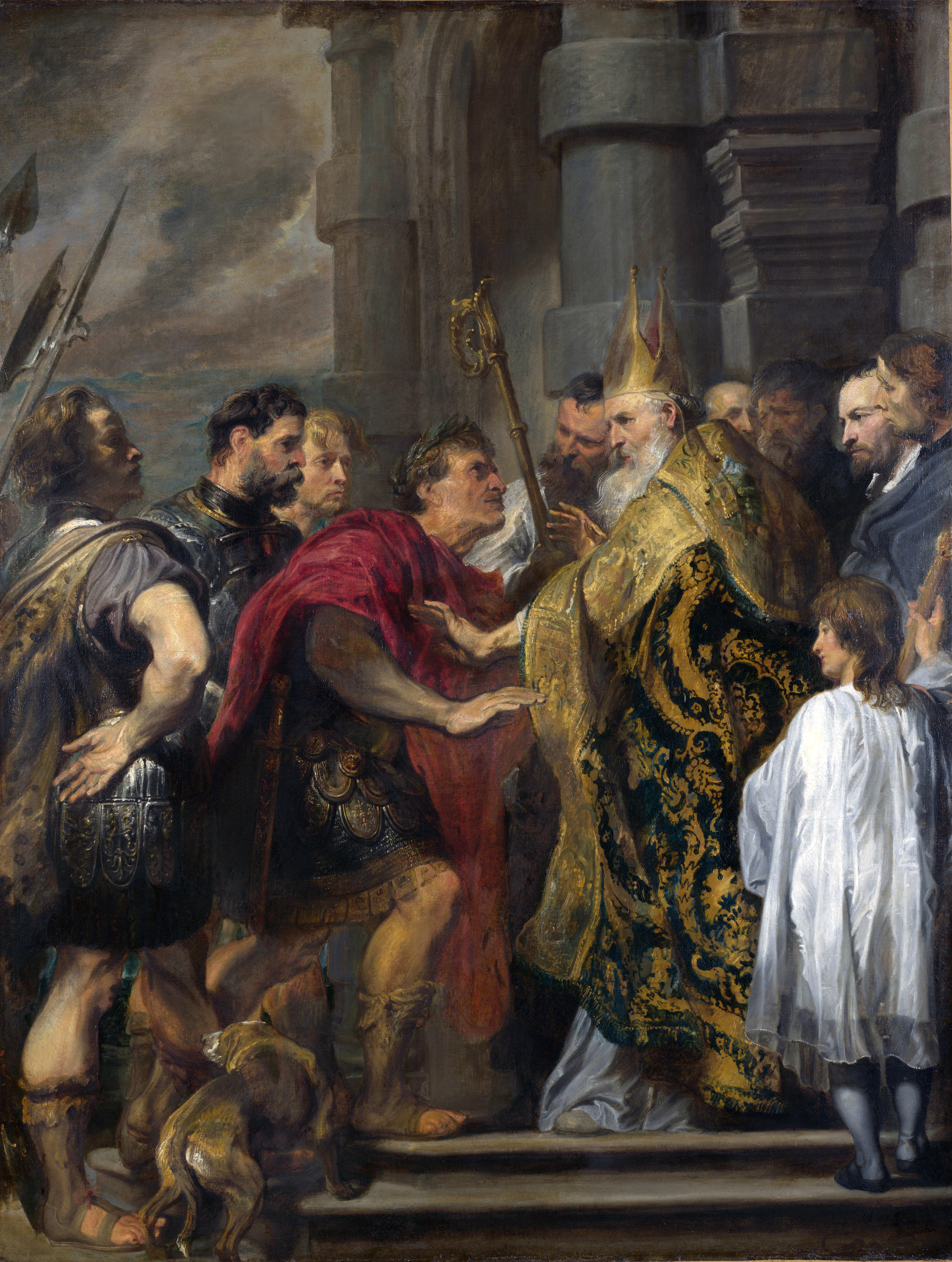
Антониса ван Дайка 1619 года, на которой Амвросий загораживает дверь собора, не позволяя Феодосию войти

Амвросий был назначен епископом Милана в 376 году, в том же году, когда 16-летний Грациан стал императором. До того, как Амвросий стал епископом, он был выборным должностным лицом римского правительства, магистратом и губернатором Эмилии-Лигурии в северной Италии. В 374 году умер епископ Милана Авксентий. Конфликт в Миланской епархии между никейскими христианами и арианами и вероятность возмущения следующим епископом, побудили Амвросия собрать войска, отправиться на место выборов и поговорить с людьми. Его выступление было прервано призывом: «Амвросия в епископы!» которое было подхвачено всем собранием:16:218. Он отказался от должности и бежал в дом сослуживца, полагая, что он не подходит, так как ещё не был крещён:16. Но император Грациан написал ему письмо, в котором призвал прислушаться к мнению римского народа. В течение недели Амвросий был крещён и рукоположён во епископа Милана:90.
Будучи епископом, он вёл аскетический образ жизни, жертвовал свои деньги бедным, а свою землю церкви, за исключением только того, что требовалось для обеспечения его сестры Маркеллины:9. Ко времени Салоникской резни Амвросий был епископом 16 лет и за время своего епископства видел смерть трёх императоров до Феодосия. Это событие вызвало серьёзные политические волнения, но Амвросию удалось удержаться на своём месте:xxiv. Феодосий же был императором 11 лет, и за это время уладил войны с готами, выиграл две гражданские войны и во время волнений также смог удержаться на посту.

## События
Точная дата резни неизвестна, но источники в основном относят её к весне или лету 390 года.
Местный возничий попытался изнасиловать виночерпия, по другим данным — слугу-мужчину в таверне или Бутериха, командующего гарнизоном Иллирии, в который входили Салоники:93, 94. Бутерих арестовал его и посадил в тюрьму:93. Население потребовало освободить возничего, однако власти не исполнили требование:216, 217.
Бутерих был линчеван толпой горожан. Феодосий решил, что было необходимо продемонстрировать свой гнев, и когда жители Салоников собрались на ипподроме своего города, вмешались имперские войска, которые, возможно, вышли из под контроля. За три часа было убито по меньшей мере 7000 человек.
Амвросий был в ужасе от произошедшего. В своём письме императору Амвросий упрекнул Феодосия за кровопролитие. Кроме того, Амвросий поклялся отказать ему в евхаристии до тех пор, пока император не проявит должного раскаяния. Император раскаялся и был допущен к причастию в день Рождества 390 года, после восьмимесячной епитимьи.